# Pucangombo
Pucangombo is een bestuurslaag in het regentschap Pacitan van de provincie Oost-Java, Indonesië. Pucangombo telt 6124 inwoners (volkstelling 2010).